# Курдская кухня

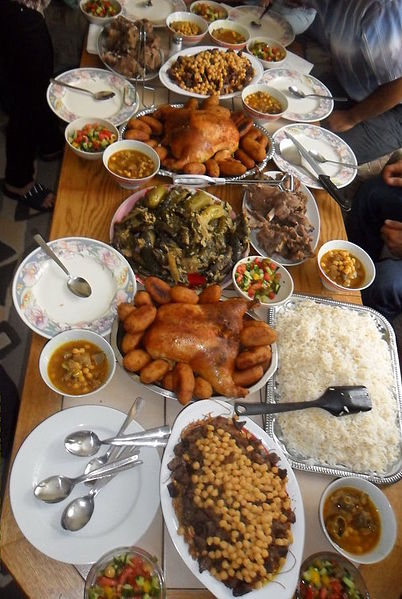
Блюда курдской кухни

Курдская кухня типична для региона Западной Азии и относится к еде и обычаям курдов, народа, живущего в Курдистане, а также регионах северо-восточной Турции, северного Ирака, южной Сирии и северо-западного Ирана. Значительные диаспоры проживают в Германии и Нидерландах.

## Влияние
В прошлом большинство курдов вели кочевой образ жизни, что на практике означает, что они не обрабатывали землю и были больше ориентированы на сбор даров природы и выращивание сельскохозяйственных животных, которые могли бы кочевать вместе с ними. Мясо и молоко этих животных стали основными компонентами меню. Большинство курдов исповедуют ислам, и они не едят свинину. Однако баранину и курятину едят в больших количествах, а также пресноводную рыбу.
На курдскую кухню оказали влияние обычаи соседних стран, а многие блюда вдохновлены турецкой, армянской, иранской и сирийской кухней. Некоторые традиционные блюда (например, бирьяни, рис, приправленный смесью кардамона, гвоздики, перца, мускатного ореха, кориандра, мяты и имбиря) родом из Индийского субконтинента. 
Для курдов основным приёмом пищи является завтрак, поэтому завтрак, как правило, очень сытный. Подают блюда из яиц и сыра, а также оливки и различные фрукты, подслащенные мёдом. Типичный напиток — подслащенный чёрный чай.

## Ингредиенты
Основными компонентами блюд являются мясо, молоко и молочные продукты. Мясо, как баранину, так и курицу, часто измельчают (так называемая кофра) и подают с рисом или хлебом. И коровье, и овечье молоко пьют и перерабатывают. Его используют для приготовления сыров и йогуртов, например, традиционного густого маста.
Овощи и фрукты являются неотъемлемой частью курдской кухни, в основном это яблоки, виноград, инжир, огурцы и помидоры.

## Традиционные блюда
К основным блюдам курдской кухни относятся:
- Маглуба: рис с мясом и овощами, который подают, перевернув кастрюлю, в которой готовилась еда, так, чтобы овощи и мясо оказались сверху тарелки на холмике риса; по-курдски «маглуба» означает «перевёрнутая», это блюдо было известно уже в XIII веке[7].
- Бербесель: запечённое мясо с йогуртом и луком[8]
- Келане: хлеб с начинкой из лука[9]
- Куббе: пончики с булгуром, начинённые мясным фаршем и луком[10].
- Парев Тобулы: лепёшки
- Куки: мясные или овощные лепёшки
- Хинкали: пельмени из слоёного теста с начинкой из чечевицы и мясного фарша[11]
- Биринч: белый рис с травами
- Шифта: картофельные фрикадельки[12]
- Саварр: толчёная варёная пшеница[13]
- Тиршик: баклажаны, перец, кабачки и картофель в томатном соусе
- Тешриб: несколько слоёв хлеба наан с вкраплениями помидоров и лука[14]
- Шпинат с яйцами
- Плов из булгура
- Лапша кадайф
- Нискене: суп из красной чечевицы
- Суп из пшеницы и чечевицы
- Суп из мяса и свёклы
- Печенье с кардамоном
- Гулог: рисовый пудинг
- Зиртаф: соус из йогурта и чеснока

Популярным напитком является Ава Маст, представляющий собой смесь йогурта и соли с водой. Ферментированная версия называется До.

Суп из пшеницы и фасоли
До
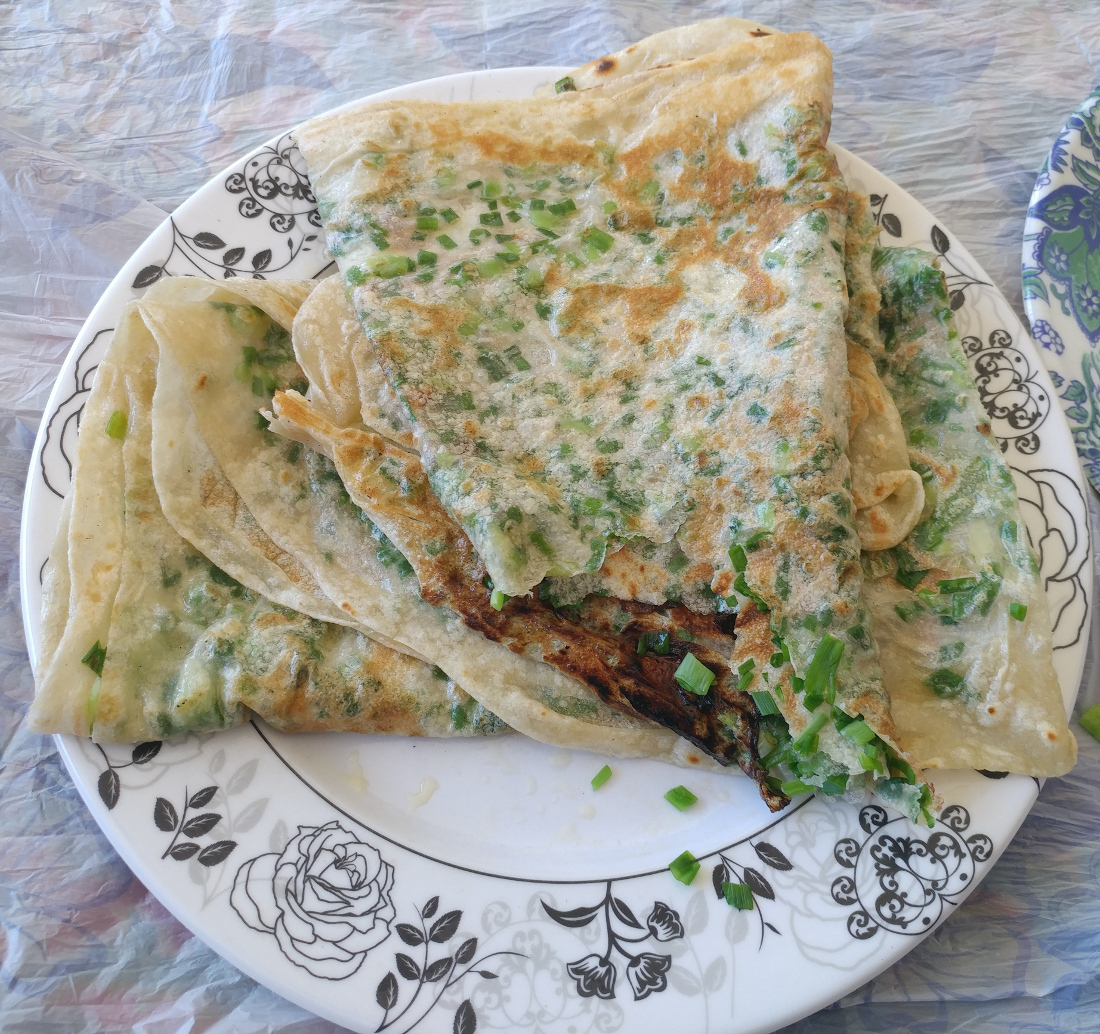
Келане
Парда
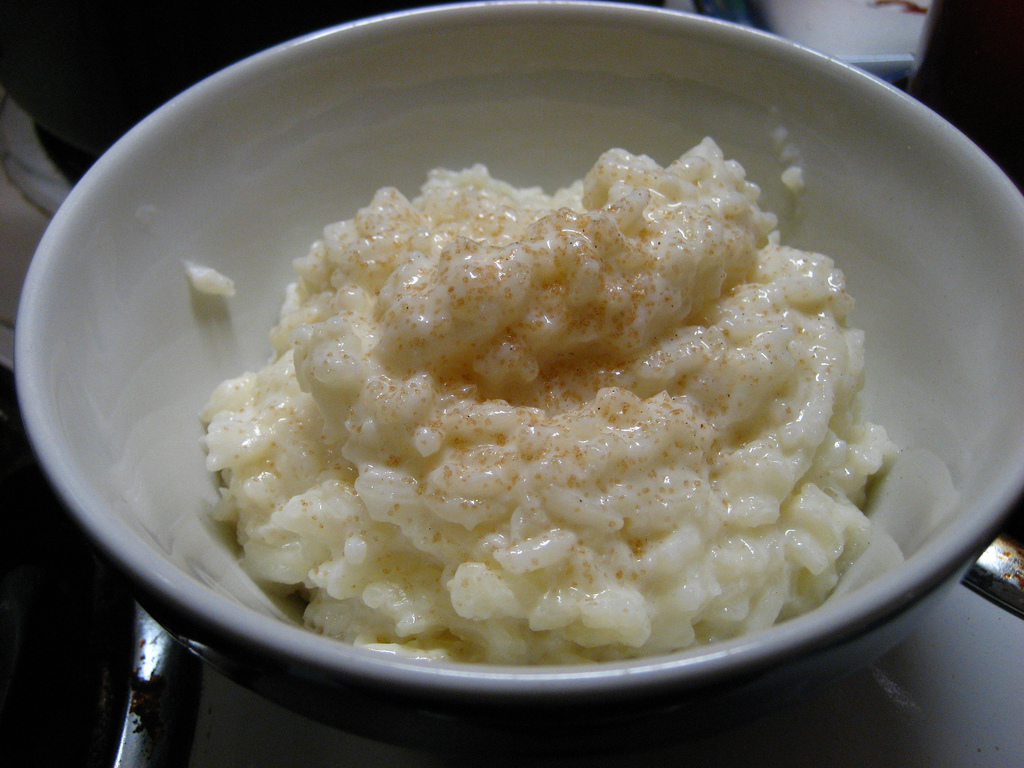
Гулог
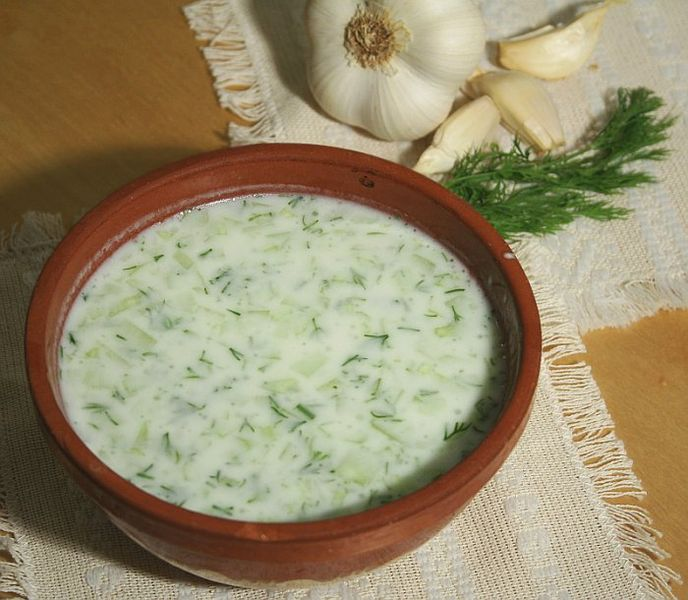
Зиртаф
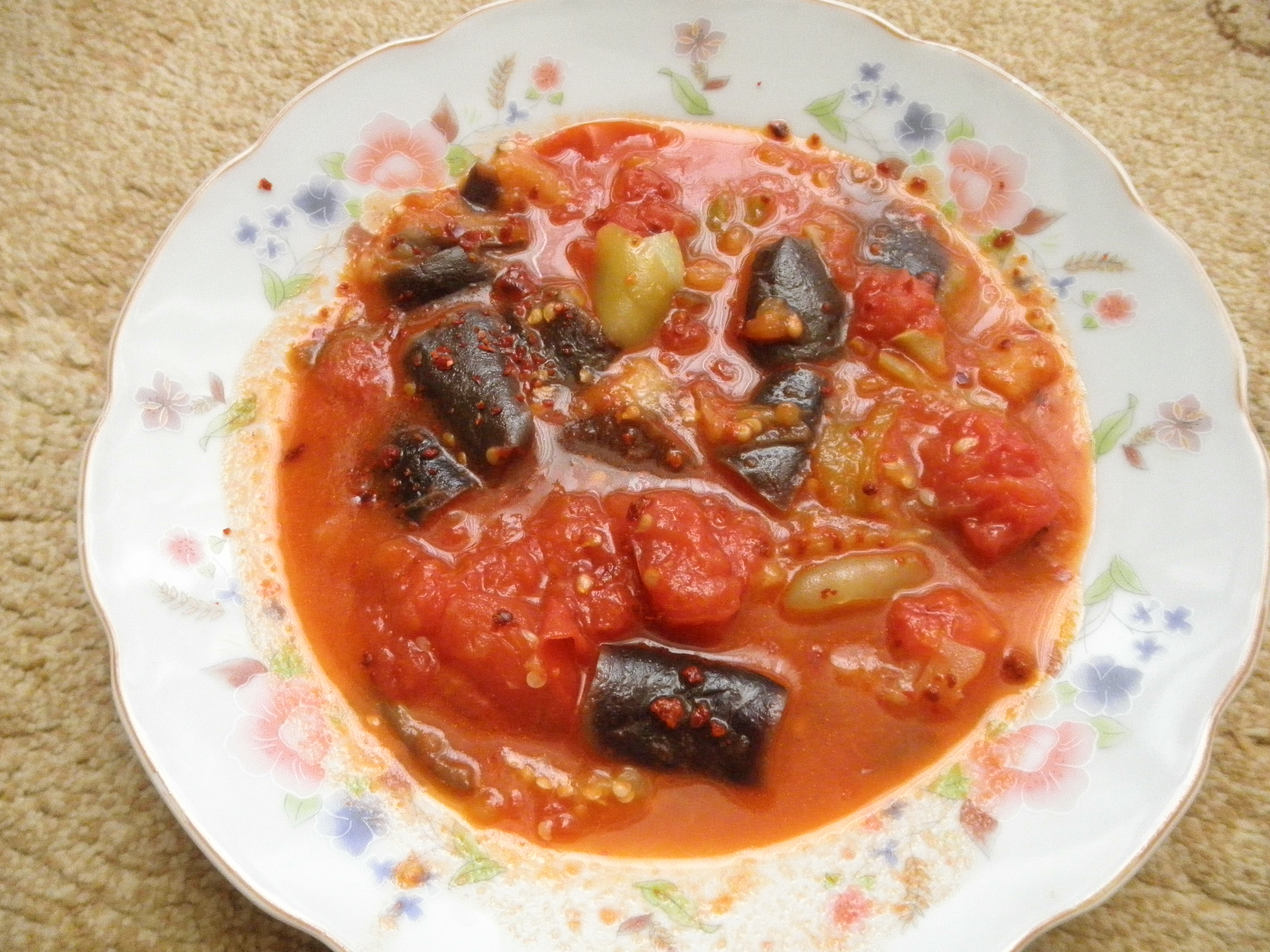
Тиршик
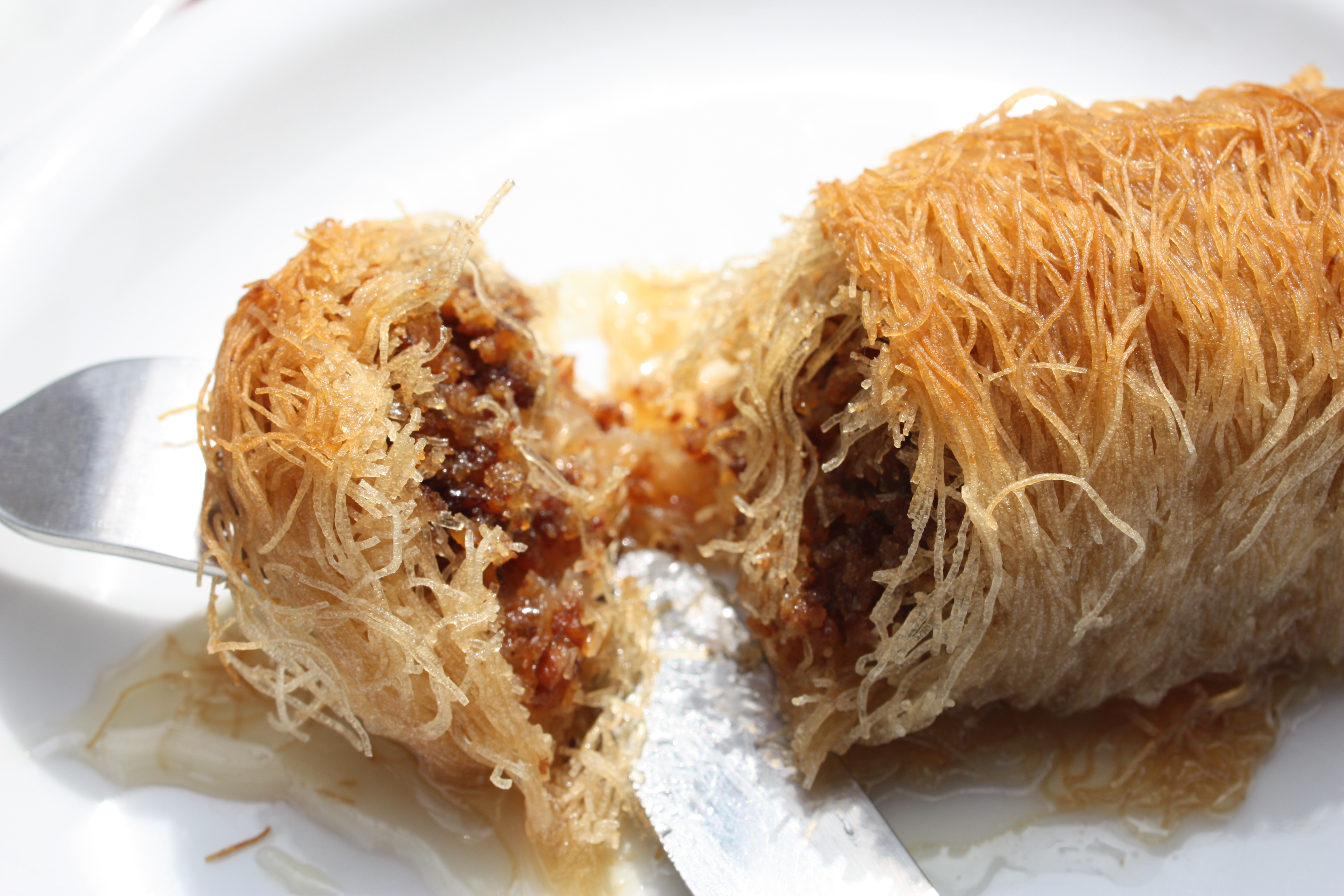
Кадайф
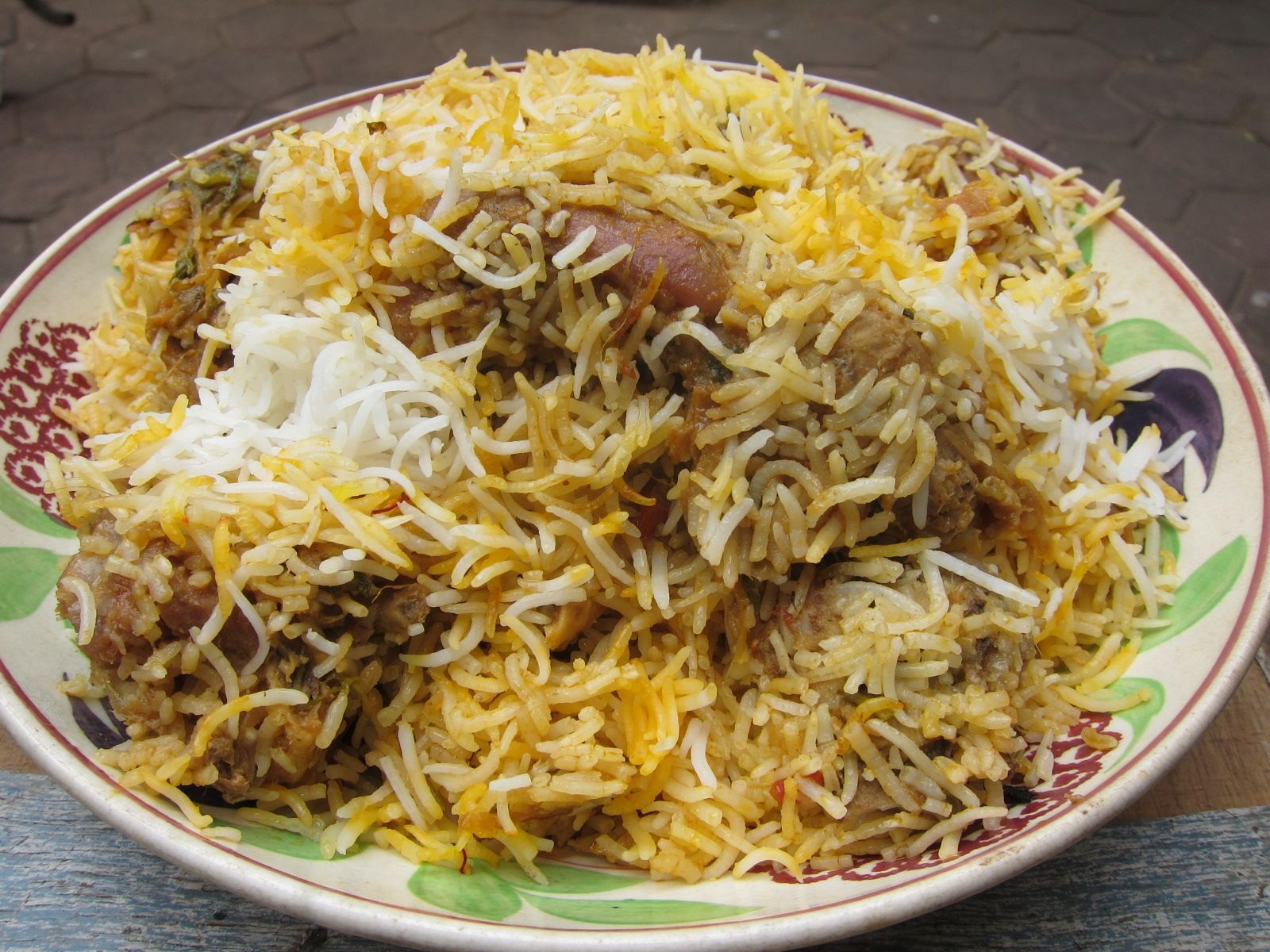
Бирьяни
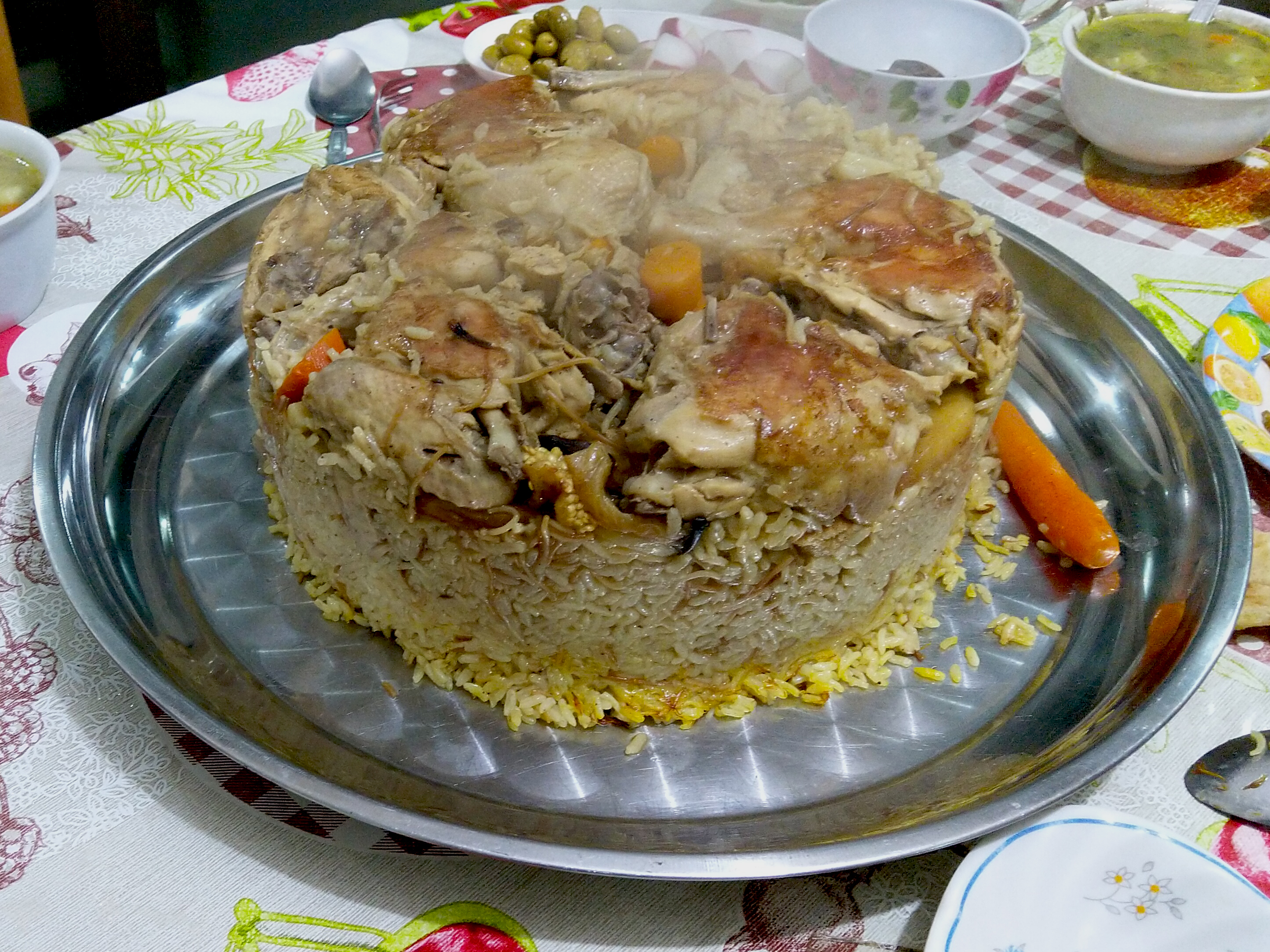
Маглуба
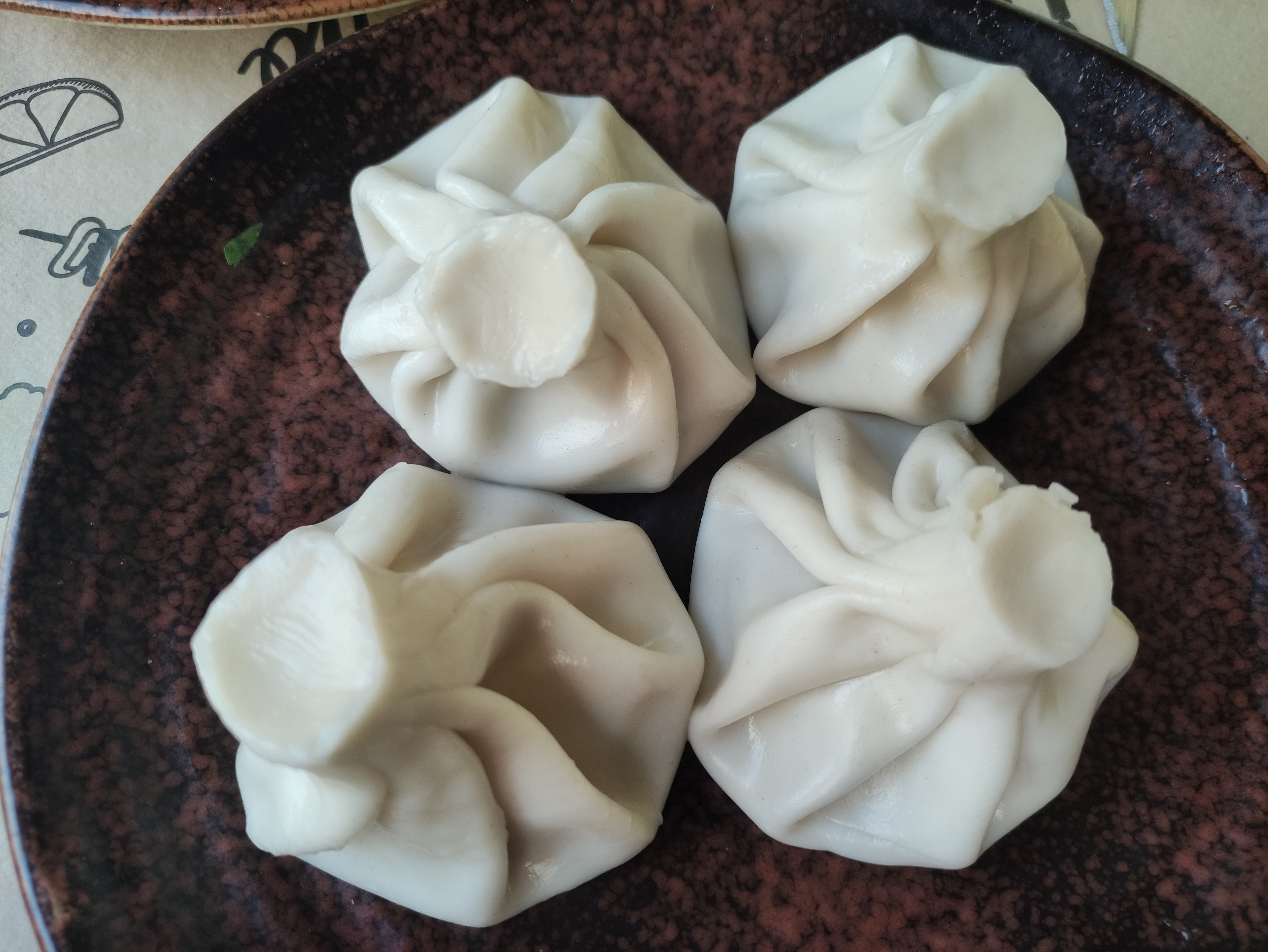
Хинкали
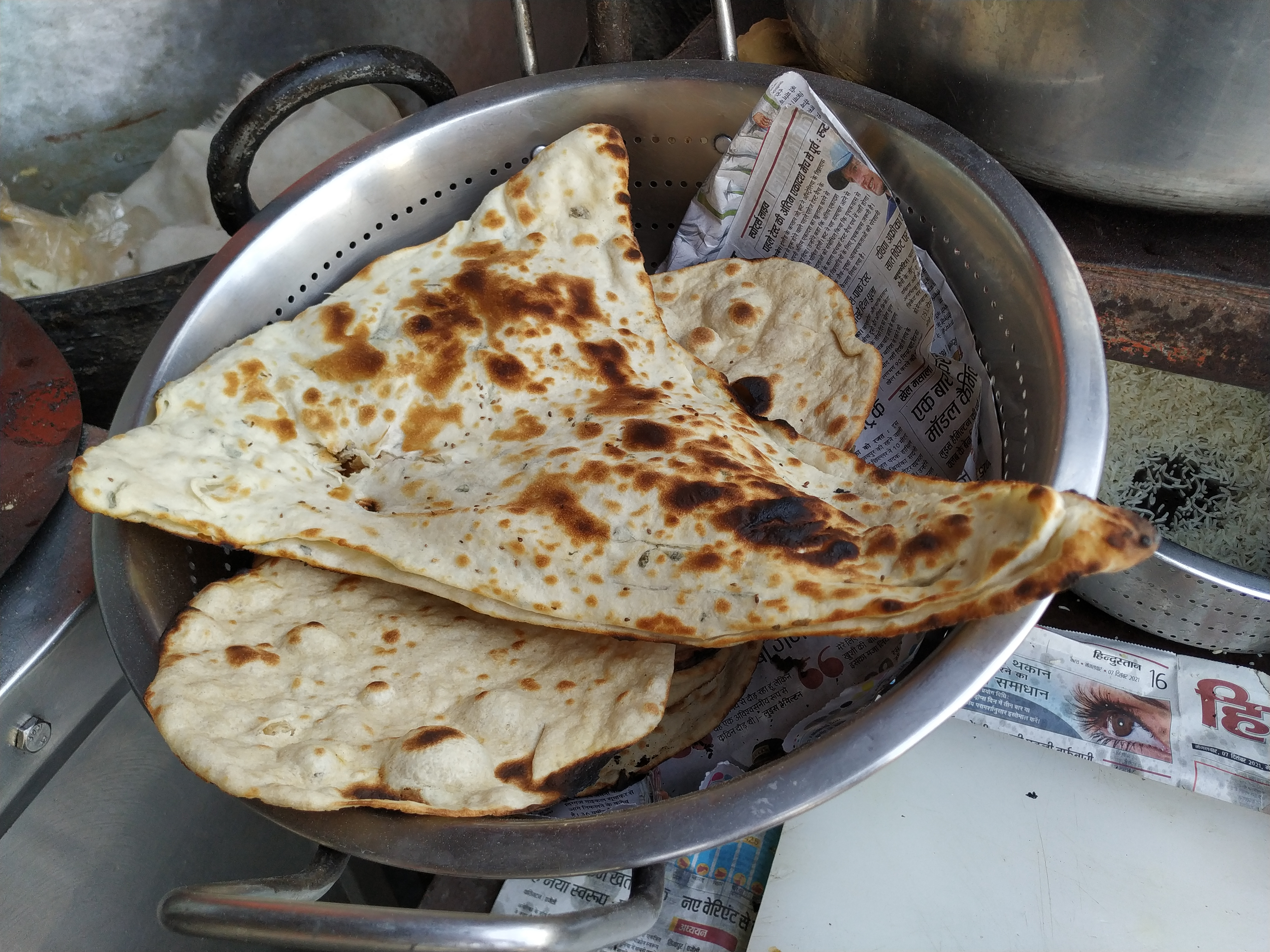
Наан

## Обычаи
Курдская кухня отличается простотой приготовления блюд. Ароматизаторами в основном служат травы. Традиционно горячие и холодные блюда подаются вместе со сладостями.
Курды едят сидя на полу за низким столиком.
Во время праздника Навруз устраиваются пикники, и люди вместе едят на свежем воздухе. Популярной едой по такому случаю является хлеб наан и долма: виноградные листья, фаршированные овощами.